# Liste der Kulturgüter in Andelfingen
Die Liste der Kulturgüter in Andelfingen enthält alle Objekte in der Gemeinde Andelfingen im Kanton Zürich, die gemäss der Haager Konvention zum Schutz von Kulturgut bei bewaffneten Konflikten, dem Bundesgesetz vom 20. Juni 2014 über den Schutz der Kulturgüter bei bewaffneten Konflikten sowie der Verordnung vom 29. Oktober 2014 über den Schutz der Kulturgüter bei bewaffneten Konflikten unter Schutz stehen.
Objekte der Kategorien A und B sind vollständig in der Liste enthalten, Objekte der Kategorie C fehlen zurzeit (Stand: 1. Januar 2023). Unter übrige Baudenkmäler sind weitere geschützte Objekte zu finden, die im Verzeichnis der Objekte von überkommunaler Bedeutung der kantonalen Denkmalpflege zu finden und nicht bereits in der Liste der Kulturgüter enthalten sind.

## Kulturgüter
| Foto |                                                                                                   | Objekt                                                                                        | Kat. | Typ | Standort                                       | Beschreibung |
| ---- | ------------------------------------------------------------------------------------------------- | --------------------------------------------------------------------------------------------- | ---- | --- | ---------------------------------------------- | --- |
| ja   | Datei hochladen · Wikidata zu Haldenmühle mit Nebenbauten (Q29573992)                             | Haldenmühle mit Nebenbauten KGS-Nr.: 10063                                                    | A    | G   | Landstrasse 80–82 693402 / 272499              | |
| ja   | Datei hochladen · Wikidata zu Thurbrücke Ossingen (Q2429979)                                      | Thurbrücke KGS-Nr.: 10506                                                                     | A    | G   | Adlikon, Thurbrücke 696637 / 273123            | Objekt liegt hälftig auf dem Gemeindegebiet von Ossingen (KGS-Nr. 7591). |
| ja   | Datei hochladen · Wikidata zu Bahnhof Andelfingen (Q4753679)                                      | Bahnhof Andelfingen mit Nebenbauten KGS-Nr.: 07387                                            | B    | G   | Bahnhofplatz SBB 1, 2 693220 / 272200          | Das KGS-Objekt umfasst gemäss Liste des Kanton Zürich des revidierten KGS-Inventar 2021 alle Hochbauten des Bahnhofs. Dazu gehören das Aufnahmegebäude, der Güterschuppen, die WC-Anlage und das Waaghäuschen. |
| ja   | Datei hochladen · Wikidata zu Thurbrücke Andelfingen (Q20827340)                                  | Gedeckte Brücke über die Thur mit ehemaligem Zollhaus KGS-Nr.: 07389                          | B    | G   | Landstrasse 86.1 693470 / 272560               | Objekt liegt hälftig auf dem Gemeindegebiet von Andelfingen und Kleinandelfingen (KGS-Nr. 16935). |
| ja   | Datei hochladen · Wikidata zu Hochlaufen, Gräberfeld und Wallanlage (latène-zeitlich) (Q29932457) | Hochlauf, spätbronzezeitliches Grab / latènezeitliches Gräberfeld / Wallanlage KGS-Nr.: 07390 | B    | F   | Hochlaufen 692220 / 271890                     | |
| ja   | Datei hochladen · Wikidata zu Reformierte Kirche Andelfingen (Q29932464)                          | Reformierte Kirche mit angebautem Wohnhaus und Pfarrhaus KGS-Nr.: 07391                       | B    | G   | Kirchweg 4 / Landstrasse 45–47 693239 / 272306 | |
| ja   | Datei hochladen · Wikidata zu Lindenmühle (Q29932458)                                             | Lindenmühle KGS-Nr.: 12506                                                                    | B    | G   | Strehlgasse 4 693287 / 272343                  | |
| ja   | Datei hochladen · Wikidata zu Schloss Andelfingen (Q29932467)                                     | Schloss Andelfingen mit Nebenbauten und Parkanlage KGS-Nr.: 12508                             | B    | G   | Schlossgasse 12–14 693369 / 272441             | |
| BW   | Datei hochladen · Wikidata zu Prähistorische / Frühmittelalterliche Siedlung (Q29932462)          | Bollen, neolithisch-bronzezeitliche und frühmittelalterliche Siedlung KGS-Nr.: 12507          | B    | F   | Bollen / Flaacherstrasse 692946 / 272360       | |

## Übrige Baudenkmäler
Legende: Im Wesentlichen siehe Legende der Liste der Kulturgüter von nationaler und regionaler Bedeutung, mit folgenden Ausnahmen:
- Anstelle der KGS-Nummer wird als Objekt-Identifikator (ID) die Inventarnummer im Verzeichnis der Objekte von überkommunaler Bedeutung des kantonalen Denkmalschutzamtes verwendet.
- Bei den Kategorien wird wie folgt unterschieden: B kant. = Objekt von kantonaler Bedeutung (Kanton Zürich); B reg. = Objekt von regionaler Bedeutung (Kanton Zürich).